# Fruitridge Pocket
Fruitridge Pocket est une census-designated place du comté de Sacramento, dans l'État de Californie, aux États-Unis,. En 2020, elle compte une population de 6 102 habitants.